# بوتمينجين
بوتمينجين هي بلدة سويسرية.

## روابط خارجية
- الموقع الرسمي للبلدة باللغة الألمانية